# Klaus Lettke
Klaus Lettke (* 15. Dezember 1938 in Chemnitz) ist ein deutscher Autor. 

## Leben
Nach der Schule erlernte er den Beruf eines Elektromonteurs. Er war Grenzpolizist, Sänger (Erich-Weinert-Ensemble), Redakteur (Zeitschrift „Eulenspiegel“) und lebt heute als freier Schriftsteller in Berlin.

## Werke
- Von nun an ging's bergab – eine Erfolgsgeschichte des Aufschwungs in Kabarett-Texten. (Mit Karikaturen von Harald Kretzschmar.) Trafo-Verlag, Berlin 2007. ISBN 3-89626-669-1.
- Zeitvergehen – gereimte Ungereimtheiten. Verlag Tribüne, Berlin 1990. ISBN 3-7303-0525-5.
- Vers- und Pferdefüße. Eulenspiegel-Verlag, Berlin 1988. ISBN 3-359-00149-4.
- Zum alsbaldigen Verbrauch bestimmt – leicht anzügliche Geschichten. Verlag Tribüne, Berlin 1984. ISBN 3-7303-0094-6.
- Die Achilles-Verse – Satironie für dich und Sie. Verlag Tribüne, Berlin 1979. ISBN 3-7303-0244-2.